# Stazione di Bernau (b Berlin)
La stazione di Bernau (b Berlin) è una stazione della città di Bernau bei Berlin in Germania. Viene servita dalla linea S2 della S-Bahn di Berlino, da diversi treni della Regionalbahn e da numerose linee di bus.

### Esplicative
1. ↑  Abbreviazione di Bernau (bei Berlin), letteralmente "Bernau (presso Berlino)".

### Bibliografiche
1. ↑   Bahnhof-de/Bernau__b_Berlin, su bahnhof.de. URL consultato il 13 febbraio 2019.